# Zarębice
Zarębice – wieś w Polsce w województwie śląskim, w powiecie częstochowskim, w gminie Przyrów.

## Położenie
Wieś położona jest we wschodniej części gminy, przy drodze powiatowej nr 08424 Przyrów–Podlesie. Zarębice leżą w odległości około 40 km od Częstochowy. Przez łąki należące do Zarębic przepływa kanał lodowy.

## Etymologia
Najprawdopodobniej nazwa Zarębice wywodzi się od "zarębników", czyli tych, którzy zajmowali się wyrębem i karczunkiem lasów pod pola uprawne i osady.

## Historia
Pierwsza wzmianka dotycząca wsi Zarębice pochodzi z 1474 roku z pracy Jana Długosza "Liber beneficiorum diocesis Cracoviensis". Natomiast w akcie lokacyjnym Przyrowa z 1369 roku nie ma żadnej informacji dotyczącej wsi Zarębice. Można więc wnioskować, że owa wieś powstała po roku 1369 a przed rokiem 1474. Od momentu powstania, podlegały parafii Przyrów pod wezwaniem Św. Doroty i Przyrowskiemu proboszczowi płaciły dziesięcinę. Zarębice wraz z Przyrowem należały do starostwa olsztyńskiego, stolicą był Lelów, a województwo krakowskie. Wieś Zarębice podzielona była na folwark królewski Zarębice i część należącą do miejscowej ludności. Według lustracji z 1564 roku we wsi było 32 gospodarstw rolnych, z czego 13 wielkich gospodarstw a 19 mniejszych. Na podstawie kolejnej lustracji, która miała miejsce w 1798 roku w Zarębicach było 72 domy a mieszkańców 367. Chłopi posiadali 872 ha ziemi natomiast Folwark Zarębice liczył 5 domów, mieszkańców 101 a ziemi 794 ha. Jedynym ośrodkiem życia społecznego była karczma zwana "Izbą Szynkową". 
Od 1858 roku właścicielem folwarku Zarębice był Ferdynand Stojowski, mający dwóch synów Stanisława i Bolesława. Natomiast po jego śmierci po uregulowaniu spraw majątkowych, właścicielem folwarku został Bolesław. W 1903 roku po śmierci Bolesława Stojowskiego, właścicielem folwarku został jego syn Stefan Stojowski. I to on w roku 1924 podarował 1 morgę ziemi na wybudowanie straży i 1 morgę gruntu na wybudowanie szkoły. Szkoła została wybudowana dopiero w roku 1932 i istniała do roku 1999.
W latach 30. XX wieku wieś Zarębice liczyła 124 domy oraz 630 mieszkańców. 
W pierwszych dniach Kampanii Wrześniowej 1939 roku na lotnisku polowym koło Zarębic stacjonowała 26 Eskadra Obserwacyjna podlega Armii Kraków.
Pod względem organizacji administracyjnej Zarębice należą do Gminy Przyrów.
W latach 1975–1998 miejscowość administracyjnie należała do województwa częstochowskiego.

## Środowisko przyrodnicze
Ziemie należące do miejscowości Zarębice są o najwyższej klasie bonitacji, czyli posiadają najbardziej korzystne warunki do upraw. Występują tu także rozległe łąki torfowe, które dzięki melioracji utrzymane są w bardzo dobrym stanie. Na terenie tych łąk gniazduje kulik wielki. Jest to jedyne miejsce regularnego gniazdowania tego gatunku w województwie. Zagrożeniem dla tych ptaków jest osuszanie podmokłych fragmentów łąk oraz zmiana dotychczasowej gospodarki (wypas bydła). Przy kanale lodowym znajduje się ostoja czajki oraz jej miejsce lęgowe. Na terenie podlegającym pod miejscowości Zarębice znajdują się także lasy prywatne i lasy państwowe.
Dzięki korzystnym warunkom dla upraw w miejscowości Zarębice zostało wysoko rozwinięte rolnictwo. Mieszkańcy miejscowości Zarębice uprawiają: zboża (żyto, pszenicę, owies, jęczmień), kukurydzę, ziemniaki oraz warzywa; część upraw przeznaczona jest na sprzedaż, a część do ponownego obsiewu pól i na paszę dla zwierząt gospodarskich. Rolnicy zajmują się hodowlą zwierząt, takich jak: krowy, trzoda chlewna, kury, kaczki, gęsi, gołębie, strusie itd. Głównym źródłem dochodu mieszkańców jest sprzedaż mleka, trzody chlewnej oraz plonów. Dzięki dotacjom i dopłatom do gruntów rolnych, rolnicy mogą inwestować w rozwój swoich gospodarstw, czyli kupować nowe maszyny, środki ochrony roślin, nawozy itp. 

## Mieszkańcy
Wyróżnia ludzi głębokie poczucie tożsamości, integracji i integralności zakorzenionej w lokalnej tradycji i historii. W większości zamieszkana przez ludność miejscową oraz częściowo napływowa z niewielką przewagą mężczyzn.
| Dane                      | Ogółem mieszkańców | Mężczyźni | Kobiety |
| ------------------------- | ------------------ | --------- | ------- |
| Ogółem                    | 395                | 199       | 196     |
| W wieku przedprodukcyjnym | 57                 | 30        | 27      |
| W wieku produkcyjnym      | 244                | 131       | 113     |
| W wieku poprodukcyjnym    | 94                 | 38        | 56      |

Młodzież miejscowości aby zagospodarować czas ma do wyboru:
- Spotkania w świetlicy prowadzonej w budynku OSP
- Korzystanie z centrum kształcenia na odległość z uwzględnieniem nauki online dzięki stworzonej wiosce internetowej, która jest czynna od poniedziałku do soboty w godzinach od 16 do 21.
- Uczestnictwo w młodzieżowej drużynie OSP

## Tradycje i obyczaje pielęgnowane w miejscowości
- kultywowanie tradycji religijnych
- dożynki sołeckie
- dzień strażaka
- misianki ostatkowe
- herody